# هاري بوتشر
هاري بوتشر هو سياسي كندي، ولد في 15 ديسمبر 1873 في غرينتش في المملكة المتحدة، وتوفي في 29 ديسمبر 1956. حزبياً، نشط في الحزب الليبرالي الكندي. وقد انتخب عضو مجلس العموم الكندي.